# Списък на гимназиите в Сан Матео, Калифорния
Това е списък на гимназиите в гр. Сан Матео, щата Калифорния, САЩ.

## Списък
- Гимназия „Арагон“ (на английски: Aragon High)
- Гимназия „Хилсдейл“ (на английски: Hillsdale High)
- Гимназия „Мидъл Колидж“ (на английски: Middle College High)
- Гимназия „Сан Матео“ (на английски: San Mateo High)

## Забележка
- Гимназиите в САЩ обхващат най-често последните 3 – 4 години от гимназиалното образование, или от IX до XII клас.